# Saint-Martin (fête)
Pour les articles homonymes, voir Saint-Martin et Foire Saint-Martin.
La Saint-Martin est célébrée le 10 novembre ou le 11 novembre en souvenir de Martin de Tours. La date correspond à sa mise au tombeau le 11 novembre. Depuis la fin de la Première Guerre mondiale elle est généralement fêtée le 10 novembre en Flandre française et parfois en Belgique. Elle reste fêtée le 11 novembre aux Pays-Bas, dans l'île de Saint-Martin et parfois en Belgique, en Suisse, en Allemagne et en Autriche ainsi que dans les pays scandinaves. Cette fête tenait un rôle semblable à celle de fête de Saint-Nicolas et c'est encore le cas dans certains endroits.

## Légende

### Flandres
Saint Martin serait venu évangéliser les Flandres et y aurait perdu son âne dans les dunes. Les enfants du pays auraient alors cherché l'âne et l'auraient retrouvé. Pour les remercier, saint Martin aurait transformé les crottes de l'âne en volaeren (formés de 3 boules de brioche assemblées) pour les distribuer aux enfants,.

## Traditions

### FlandresetBelgique
La tradition est particulièrement vivace en Flandre qu'elle soit française ou belge. La tradition y est de faire des betteraves sculptées et de distribuer des spéculoos et des folards (ou voelaren) aux enfants.
La Saint-Martin est également fêté dans le Limbourg belge et dans les cantons de l'est.

### Allemagne
Dans les pays germaniques (y compris l'Alsace) et scandinaves, il est de tradition de déguster une oie rôtie le jour de la Saint-Martin, correspondant à la veille de l'Avent. C'est alors que les oies sont les plus grasses. Une oie est également au menu de la Noël (donc après l'Avent) dans ces contrées. 
Pour célébrer la Saint-Martin, les enfants se promènent dans les rues, tenant à bout de bras leurs lanternes illuminées.
Les écoles germaniques organisent souvent à cet effet une fête scolaire où tous les enfants se rassemblent. Ils vont alors chanter des chansons pour saint Martin, donner à manger à l'âne et faire le tour de la ville avec les lanternes tout comme dans le nord de la France. 

## Villes avec une tradition de Saint-Martin
- Dunkerque[7],[5]
- Ganshoren dont la tradition est maintenue grâce à la Koninklijke Folkloristiche Maatschappij Sint-Martinus[4]
- Ypres[5]
- Furnes[5]
- Alost[5]
- Termonde
- Malines
- Voiron où est célébrée la Foire de la Saint-Martin
- Herve
- Pontoise où est célébrée la Foire Saint-Martin depuis 1170
- Poznań[8] avec la tradition des croissants de Saint-Martin
- Quintin
- Saint-Hilaire-du-Harcouët
- Sarralbe[9]
- l'Isle Jourdain où est célébrée la Foire de la Saint-Martin[10].